# Antonieta Rivas Mercado
Antonieta Rivas Mercado (Città del Messico, 28 aprile 1900 – Parigi, 11 febbraio 1931) è stata una scrittrice messicana.
Fu mecenate, attrice, promotrice culturale, impegnata per i diritti delle donne e attivista politica.

## Biografia

### Formazione
Nacque a Città del Messico il 28 aprile 1900, da Antonio Rivas Mercado e Matilde Castellanos Haff. Essendo nata il giorno di Santa Valeria usò talvolta lo pseudonimo di Valeria per firmare i suoi scritti.
Visse in un ambiente familiare ricco di stimoli poiché il padre incontrava scultori, pittori, scrittori, poeti e architetti e lei spesso crescendo ascoltava i loro discorsi. La casa dei Mercado venne definita eclettica e il padre la costruì nel quartiere Guerrero, per farne il suo luogo di residenza insieme alla moglie. Fu a lungo abitata dalla famiglia, sino al suicidio di Antonieta, quando venne abbandonata. Cadde in degrado e poi fu a lungo usata come edificio scolastico per essere nuovamente abbandonata, anche a causa del terremoto, per quasi un trentennio. Infine si è deciso di recuperarla, per il grande valore storico che riveste.
Antonieta durante i suoi anni giovanili ebbe l'opportunità di usare la ricca biblioteca di casa e di viaggiare all'estero dove poté visitare musei e fare numerose esperienze.
A diciott'anni sposò Alberto Edward Blair, cittadino britannico ed amico di famiglia.

### Impegno culturale e politico
Svolse un ruolo importante nella vita culturale del Messico nel periodo successivo alla rivoluzione e senza di lei molte iniziative non avrebbero potuto essere realizzate. Nella sua attività si contrappose a Diego Rivera che a sua volta la criticò aspramente, ad esempio rappresentandola negativamente in un suo murale nella sede del ministero della Pubblica Istruzione del Messico.
Antonieta, che aveva studiato danza e recitazione, che era divenuta scrittrice e conosceva molte lingue divenne promotrice culturale ed iniziò ad interessarsi della difesa dei diritti delle donne. Aperta in molti campi, conobbe ed interagì, oltre che Diego Rivera, anche con Federico García Lorca e Manuel Rodríguez Lozano, del quale si innamorò. Si attivò per la rinascita dell'Orchestra Sinfonica Messicana e prese parte al progetto teatrale Ulises, che coinvolse Salvador Novo, Xavier Villaurrutia e Gilberto Owen. Sostenne José Vasconcelos come candidato alla Presidenza del Messico.
Fu una donna ribelle e all'avanguardia per il suo tempo, contribuendo alla modernizzazione del suo paese e opponendosi alla visione ufficiale che vedeva la rivoluzione in modo mitico.

### Morte a soli 31 anni
La sua vicinanza a Vasconcelos la portò ad innamorarsi del candidato alla presidenza, e lo seguì in un suo viaggio a Parigi. Qui, quando venne respinta, Antonieta si tolse la vita nella cattedrale di Notre-Dame. Era l'11 febbraio 1931.

## Opere
- (ES) Con Isaac Rojas Rosillo, Cartas a Manuel Rodríguez Lozano, México, D.F., Secretaría de Educación Pública, 1975, OCLC 980996110.
- (ES) La campaña de Vasconcelos, México, D.F., Editorial Oasis, 1985, ISBN 9789686052374, OCLC 461734142.
- (ES) Memorias, México, Editora Infagón, S.A. de C.V., 2004, OCLC 80780426.
- (ES) Con Jorge Olvera García, Diario de Burdeos: edición crítica, México, OCLC 989808610.

## Nella cultura di massa
Nel 1982 Carlos Saura ha diretto il film Antonieta, dedicato alla sua figura ed interpretato da Isabelle Adjani, attrice nota al grande pubblico per ruoli particolarmente drammatici ed intensi.